# ماساسويت

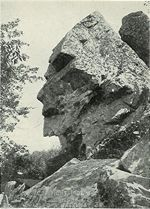
صخرة بروفايل في أسونيت، ماساتشوستس ويعتقد الوامبانواغ أنها تشكل لصورة ماساسويت

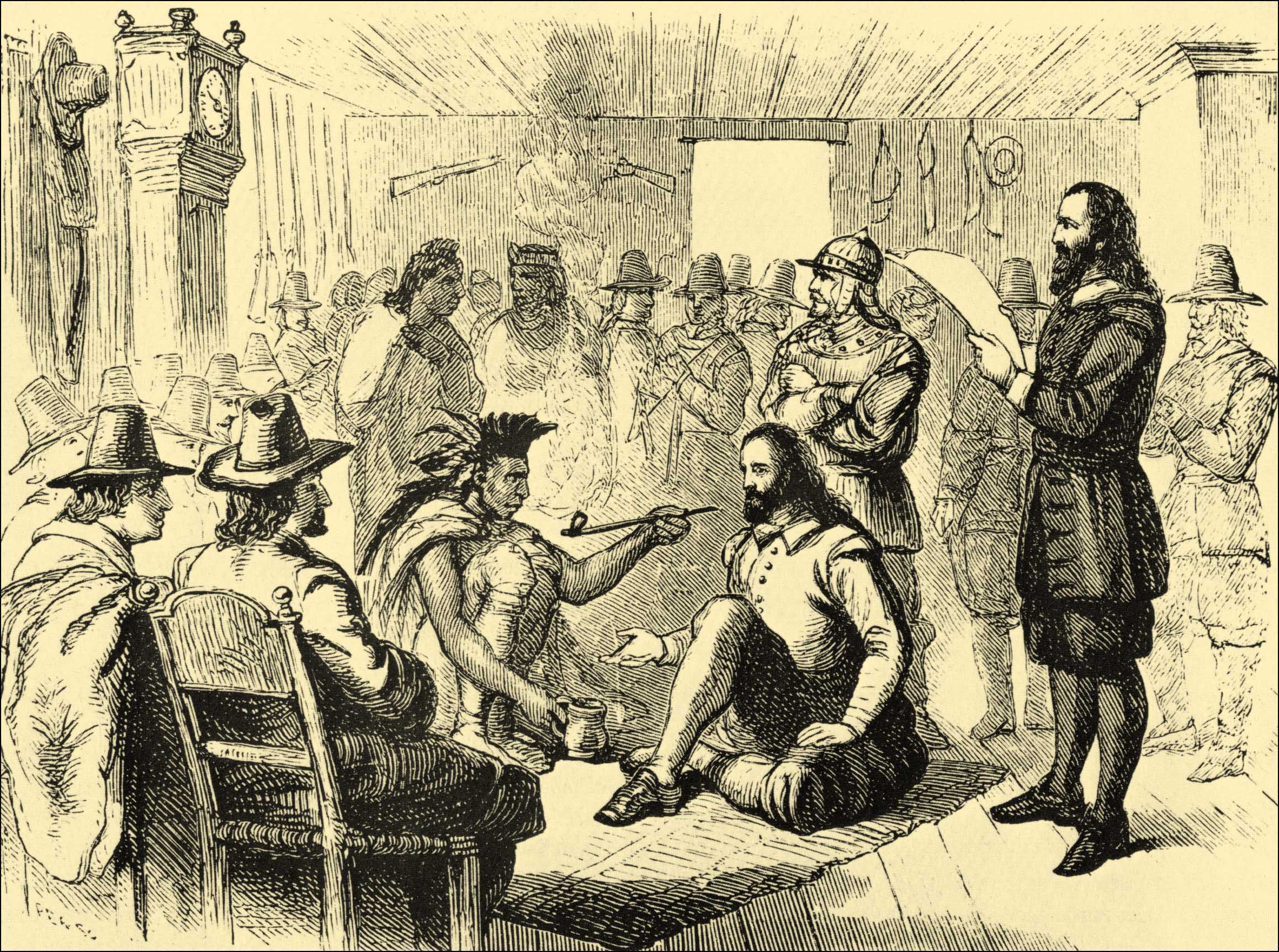
ماساسويت يدخن غليون السلام مع جون كارفر في بليموث العام 1621

مأساسويت هو ساتشيم (زعيم هندي) لكل قبائل الوامبانواغ التي سكنت أجزاء من ماساتشوستس ورود آيلند حافظ على علاقات ودية مع المستوطنين الإنكليز في بليموث، وفي مارس 1621 بعد أشهر من وصول الإنكليز إلى المنطقة على متن ماي فلاور ذهب إلى المستعمرة مع زميله ساموسيت الذي بدا علاقات طيبة مع الإنكليز، واقتنع بأهمية التجارة مع القادمين الجدد فشرع يحافظ على السلام الذي بقي حتى وفاته عام 1666 وفي المقابل تعلم تقنيات الزراعة والطبخ من المستوطنين وعندما مرض بشدة في شتاء 1623 ساعده المستوطنون ويقال أن الحاكم إدوارد وينسلو عبر أميالا في الثلج ليسلم الدواء له.
استطاع أن يحافظ على السلام لعقود لكن موجات الأوروبيين التواقين للأراضي زادت التوتر بين الفريقين فأدى هذا في النهاية إلى حرب الملك فيليب التي قادها ابنه الثاني ميتاكوم والذي عرف باسم الملك فيليب.
وقد أخطأ الإنجليز مركزه واسمه (وتعني مأساسويت الزعيم العظيم)، وكان اسمه الحقيقي ووساميكوين (الريشة الصفراء).